# Eubucco richardsoni
Eubucco richardsoni là một loài chim trong họ Capitonidae.